# Bespridannica
Bespridannica (Бесприданница) è un film del 1936 diretto da Jakov Aleksandrovič Protazanov.